# Saint-Pierre-en-Vaux
Saint-Pierre-en-Vaux este o comună în departamentul Côte-d'Or, Franța. În 2009 avea o populație de 133 de locuitori.

## Evoluția populației
| An        | 1975 | 1982 | 1990 | 1999 | 2006 | 2009 |
| --------- | ---- | ---- | ---- | ---- | ---- | ---- |
| Populație | 199  | 170  | 155  | 140  | 135  | 133  |